# أوسكار أليسيدس مينا
أوسكار أليسيدس مينا (بالإسبانية: Oscar Mena)‏ هو لاعب كرة قدم ومدرب كرة قدم أرجنتيني في مركز الوسط، ولد في 30 نوفمبر 1970 في مدينة لوخان، مقاطعة بوينس آيرس في الأرجنتين. لعب مع أتلتيكو مدريد وأوليمبو وراسينغ سانتاندير وريال مايوركا ونادي خيريث ونادي ديبورتيفو طليطلة ونادي لاس بالماس ونادي لانوس.